# Joanna Wang
Joanna Wang (chinois traditionnel : 王若琳 ; pinyin : Wáng Ruòlín ; née le 1er août 1988) est une chanteuse taïwanaise.

## Biographie
Ayant grandi aux États-Unis, Wang est exposée à de nombreux groupes de musique pop, dont les Beatles, Queen et Oingo Boingo. Parmi ses principales influences figurent Danny Elfman, Yoeko Kurahashi, Paul McCartney et la musique de jeu vidéo, notamment celle des séries Castlevania, Zelda et Mario. Elle déclare dans ses vidéos YouTube et dans des interviews qu'elle n'aimait pas son premier album et qu'elle ne le considérait pas comme son propre travail. 
À partir de 2013, Wang commence à se produire occasionnellement avec un groupe sous le nom d'Alferd Packer and the Weird Uncles. En mars 2016, Wang participe à une production de la comédie musicale Turn Left, Turn Right, basée sur le livre homonyme illustré, parfois connu sous le nom de A Chance of Sunshine en anglais.
L'interprétation par Wang de Pure Imagination, tirée de son album Midnight Cinema, est utilisée pour la publicité de dévoilement du produit Samsung Galaxy Fold en février 2019. 

## Discographie

### Albums studio
- 2009 : The Adult Storybook
- 2011 : The Adventures of Bernie the Schoolboy
- 2013 : Galaxy Crisis: The Strangest Midnight Broadcast
- 2015 : Bob Music
- 2016 : House of Bullies
- 2018 : Modern Tragedy
- 2024 : Hotel La Rut

### Albums de reprise
- 2008 : Start from Here
- 2009 : Joanna & Wang Ruo-lin
- 2011 : The Things We Do for Love
- 2014 : Midnight Cinema
- 2019 : Love is Calling Me

### EP
- 2016 : H.A.M. (Happy Accessible Music) (+ titre chinois : 火腿)